# 库伊扎
库伊扎（法語：Couiza，法語發音：[kwiza] ⓘ）是法国奥德省的一个市镇，属于利穆区。

## 地理
库伊扎（42°56'34"N, 2°15'22"E）面积6.77 平方千米，位于法国奧克西塔尼大區奥德省，该省份为法国南部沿海省份，北起塔恩省，西北接上加龙省，西接阿列日省，南至东比利牛斯省，东临地中海，东北与埃罗省接壤。
与库伊扎接壤的市镇（或旧市镇、城区）包括：库斯托萨、埃斯佩拉扎、奥德河畔吕克、蒙塔泽勒、雷恩堡、雷恩莱班。

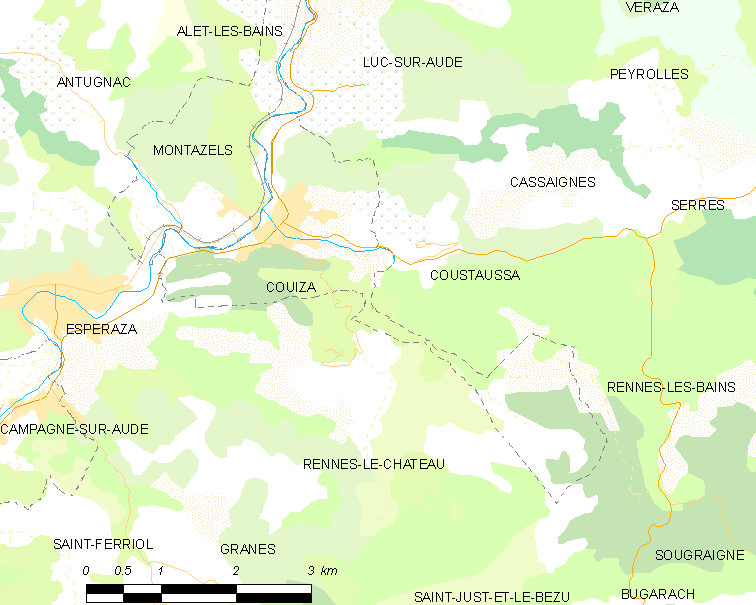
库伊扎的OSM定位图

库伊扎的时区为UTC+01:00、UTC+02:00（夏令时）。

## 行政
库伊扎的邮政编码为11190，INSEE市镇编码为11103。

## 政治
库伊扎所属的省级选区为上奥德河谷县。

## 人口

1962-2008年间库伊扎人口变化图示

库伊扎于2022年1月1日时的人口数量为1130人。